# Grand séminaire de Saint-Flour
Le grand séminaire de Saint-Flour est un ancien séminaire puis centre d'accueil situé à Saint-Flour, dans le département du Cantal.

## Histoire
Fondé au XVIIe siècle, le monastère a vu son bâtiment actuel érigé au XVIIIe siècle sous la direction de Paul de Ribeyre, s'inspirant du modèle de la maison des lazaristes de Paris. Il a été judicieusement agrandi de manière harmonieuse au XIXe siècle. La chapelle, reconstruite en 1868 dans le style néo-gothique caractéristique de la région par l'architecte Aygueparsse, illustre cette période architecturale.
Édifiée en 1840 sous la direction de Frédéric de Marguerye, la bibliothèque du grand séminaire a été en usage jusqu'environ 1950, après quoi elle est demeurée inutilisée pendant de nombreuses décennies. Elle renferme une collection de plus de 20 000 ouvrages datant du XIVe au XIXe siècle.

## Description
Le séminaire a préservé une grande partie de ses arrangements intérieurs et extérieurs, constituant ainsi un exemple rare, complet et bien préservé de ce genre d'architecture. L'escalier principal réalise une liaison habile entre les niveaux intérieurs et extérieurs, s'étendant vers la porterie grâce à un perron à double révolution.

## Valorisation du patrimoine
Pendant la saison estivale et lors des Journées européennes du patrimoine, des visites guidées thématiques sont organisées.

## Protection
Les façades et toitures du bâtiment central du XVIIIe siècle avec son escalier intérieur et l'escalier extérieur de la porterie sont classés au titre des monuments historiques par arrêté du 21 mai 1990. L'édifice est inscrit partiellement au titre des monuments historiques par arrêté du 5 octobre 2000.